# Сельское поселение «Деревня Ястребовка»
Сельское поселение «Деревня Ястребовка» — муниципальное образование в составе Ферзиковского района Калужской области России.
Центр — деревня Ястребовка.

## Состав
В поселение входят 15 населённых мест:
- деревня Ястребовка
- деревня Андреевское
- деревня Богдановка
- деревня Воинка
- деревня Выселки
- поселок Желябужский
- деревня Литвиново
- деревня Некрасово
- деревня Новосёлки
- деревня Песочня
- село Покровское
- Рожковское лесничество
- деревня Стопкино
- деревня Усадье
- деревня Филенево

## Население
| 2010 | 2012 | 2013 | 2014  | 2015 | 2016 | 2017 |
| ---- | ---- | ---- | ----- | ---- | ---- | ---- |
| 715  | ↘701 | ↗711 | ↘704  | ↘669 | ↗675 | ↗740 |
| 2018 | 2019 | 2020 | 2021  |      |      |      |
| ↗782 | ↗786 | ↗808 | ↗1048 |      |      |      |